# Мисосиру
Мисосиру (яп. 味噌汁, дословно «суп с мисо») — блюдо японской кухни, суп с растворённой в нём пастой мисо. В состав супа включается множество второстепенных ингредиентов, их набор зависит от региона и сезона.

## Бульон
Бульон мисосиру состоит из мисо в комбинации с даси.

## Твёрдые ингредиенты
По традиции, твёрдые ингредиенты супа выбираются согласно сезону, чтобы подчеркнуть характерные для него продукты. Цвет, вкус и текстура тоже важны. Продукты с резким вкусом, такие как лук-батун, сочетают с нейтральными (тофу). Плавающие ингредиенты (вакамэ) и тонущие (картофель) также дополняют друг друга. Хотя почти все продукты, использующиеся в японской кухне в целом, встречаются в одном из видов мисосиру, обычно в одной разновидности не бывает большого числа разных продуктов.
Если в мисосиру добавляют свинину, то такой суп носит название тондзиру, «свиной суп».

## Приготовление
Имеется несколько способов приготовления мисосиру. Японские рецепты обычно рекомендуют предварительно отварить овощи и, опционально, мясо в кипящем даси, и лишь затем добавлять мисо, так как варка мисо изменяет его вкус. В даси отваривают грибы, дайкон, морковь, картофель, тофу и рыбу. После того, как овощи приготовятся, к ним добавляют мисо и сырые ингредиенты, например тонко нарезанный зелёный лук и порей или похожий на сухарики пшеничный глютен яки-фу и подают.
В Японии мисосиру и белый рис являются главными блюдами традиционного завтрака. Мисосиру ели на завтрак сотни лет и простолюдины, и знать. Мисосиру подают в лакированной миске, из которой его нужно выпить через край. Твёрдые ингредиенты едят с помощью палочек.

### Мисосиру быстрого приготовления
Концентрат мисо с сушёной водорослью вакамэ и тофу получил распространение в Японии благодаря тому, что из него можно быстро приготовить полноценный суп, залив кипятком. Концентраты мисосиру продаются по всей стране, а также за её пределами. Обычный срок годности — от 3 до 12 месяцев.

### Ваппани
Ваппани (яп. わっぱ煮) — суп, который готовят только в Авасимауре (префектура Ниигата). Кедровая фляга («ваппа») наполняется мисосиру, рыбой и овощами, затем разогревается на горячих камнях.

## Влияние на здоровье
В исследованиях японского государственного ракового центра утверждается, что употребление мисосиру снижает риск возникновения рака груди.